# Heinrich Bommer
Heinrich Bommer (* 5. Oktober 1912 in Röhrigshof; † unbekannt) war ein deutscher Chemiker, der wichtige Beiträge zur Chemie der Seltenen Erden leistete. So stellte er zusammen mit Wilhelm Klemm erstmalig elementares Ytterbium und Thulium als reine Metalle her.

## Leben
Heinrich Bommer wurde in Röhrigshof, einem Ortsteil der Marktgemeinde Philippsthal (Werra) im osthessischen Landkreis Hersfeld-Rotenburg, als Sohn des Schneidermeisters Johann Bommer geboren. Er besuchte von 1925 bis 1932 das Reform-Realgymnasium zu Vacha (Werra). Von Ostern 1932 bis Ostern 1936 studierte Heinrich Bommer Chemie an der Universität Göttingen und an der Technischen Hochschule Danzig, wo er im Mai 1936 die Diplom-Hauptprüfung ablegte.
Er schloss dann die Dissertation zu einem Thema aus der Chemie der Seltenen Erden im Jahre 1937 am Institut für Anorganische Chemie an der Technischen Hochschule Danzig bei Wilhelm Klemm ab. Er verblieb für weitere Jahre am Institut für Anorganische Chemie und forschte unter anderem zu den Kristallstrukturen, den magnetischen Eigenschaften und der Thermochemie der Elemente und Verbindungen der Seltenen Erden.
Über seinen weiteren Lebensweg ist wenig überliefert.

## Publikationen (Auswahl)
Heinrich Bommer veröffentlichte unter anderem Publikationen zu Metalle der Seltenen Erden und weiteren Metallen.
- mit Wilhelm Klemm, Friedrich Endter, Ehrhard Krose: Zur Raumchemie der seltenen Erden In Intermetallischen Verbindungen. In: Zeitschrift für anorganische Chemie. Band 252, Nr. 1–2, 16. August 1943, ISSN 0372-7874, S. 67–74, doi:10.1002/zaac.19432520108.
- Magnetchemische Untersuchungen. XXXVIII. Das magnetische Verhalten einiger Verbindungen der Übergangselemente. In: Zeitschrift für anorganische und allgemeine Chemie. Band 246, Nr. 3, 7. Mai 1941, ISSN 0863-1786, S. 275–283, doi:10.1002/zaac.19412460304.
- mit Emil Hohmann: Zur Thermochemie der seltenen Erden. I. Die Lösungswärmen der Metalle der seltenen Erden. In: Zeitschrift für anorganische und allgemeine Chemie. Band 248, Nr. 4, 23. Dezember 1941, ISSN 0863-1786, S. 357–372, doi:10.1002/zaac.19412480406.
- Die Gitterkonstanten der C‐Formen der Oxyde der seltenen Erdmetalle. In: Zeitschrift für anorganische und allgemeine Chemie. Band 241, Nr. 2–3, 5. Mai 1939, ISSN 0863-1786, S. 273–280, doi:10.1002/zaac.19392410215.
- mit W. Klemm: Zur Kenntnis der Metalle der seltenen Erden. In: Zeitschrift für anorganische und allgemeine Chemie. Band 231, Nr. 1–2, 8. März 1937, ISSN 0863-1786, S. 138–171, doi:10.1002/zaac.19372310115.